# Drosophila lacicola
Drosophila lacicola este o specie de muște din genul Drosophila, familia Drosophilidae, descrisă de Patterson în anul 1944. Conform Catalogue of Life specia Drosophila lacicola nu are subspecii cunoscute.